# دوبیتی‌های باباطاهر (آلبوم عبدالوهاب شهیدی)
دو بیتی‌های باباطاهر نام یک نام آلبوم موسیقی سنتی ایرانی باصدای عبدالوهاب شهیدی می‌باشد. در این اثر سیمین آقارضی و حسن ناهید نیز همکاری کرده‌اند.

## شرح اثر

### هنرمندان
- عبدالوهاب شهیدی: آواز
- حسن ناهید: نی
- سیمین آقارضی: قانون

### فهرست آهنگ‌ها
- این اثر شامل دو بخش می‌باشد:
  - شوشتری (طول قطعه: ۲۸:۵۳)
  - دشتی (طول قطعه: ۲۸:۳۹)